# 北越銀行
株式会社北越銀行（ほくえつぎんこう、英称：The Hokuetsu Bank, Ltd.）は、かつて新潟県長岡市に本店を置いていた地方銀行である。愛称は「ホクギン」。

## 概要
新潟県を中心に店舗を展開し、業務を行っていた。本店を置く長岡市の指定金融機関となっていた。県外には、群馬県と埼玉県にそれぞれ2店舗、東京都に1店舗を開設。
2014年（平成26年）10月6日、新潟東支店等を統合し、新築した建物で南新潟支店の業務を開始した。本部組織およびグループ会社の一部も新店舗に駐在させ、駅南地区の中核店舗にするとしている。
また、2019年（平成31年）3月31日まではセブン-イレブンの設置するセブン銀行と業務提携し、通年でATMでの預金の出し入れが手数料無料となっていたが、第四銀行との統合に伴い無料サービスを終了している。
当行の前身は国立銀行の｢第六十九国立銀行｣であるが、六十九銀行を設立するにあたり財界人の渋沢栄一が携わった縁から、本店会議室内には渋沢が記した「徳は孤ならず必ず隣あり」という書が飾られている。

### 愛称
所在地の新潟県は北陸地方に分類されることがあるが、同じ北陸地方には「ホクギン」と称する銀行が当行のほかに2行存在する。富山県富山市に本店を置く北陸銀行と石川県金沢市に本店を置く北國銀行であるが、前者はかつて北越銀行と同じくカタカナで表記していたが、同行との混同を避けるためひらがな表記の「ほくぎん」としている。一方、後者においては、ほくぎんの愛称で使用されることはない。

### 第四銀行との経営統合
2017年（平成29年）4月5日、翌年4月を目途に新潟市内に本店を置く第四銀行と経営統合し、金融持株会社である「第四北越フィナンシャルグループ」を設立。さらに2020年（令和2年）4月以降に傘下に入った両行が合併し、その他傘下に入った子会社についても最適化を図ると発表した。この件に関しては地元紙である新潟日報が号外を出すなど話題をさらった。
しかし、両行の新潟県内での貸し出しシェアは単純に合計すると50 %を上回ることから、公正取引委員会による企業結合審査の長期化を理由に挙げ、2017年（平成29年）10月27日、両行は金融持株会社の設立を2018年（平成30年）10月に半年間先延ばしすると発表した。その後、同年12月15日に公取委が経営統合に関して「排除措置命令を行わない旨の通知書」を両行に通知し審査が終了した。
これを受け、両行は統合協議を本格化させ、2018年（平成30年）5月までの最終合意をめざすとしていた。また今回の審査終了によるスケジュール変更はないとしていた。
その後2021年に第四銀行と合併し、第四北越銀行を発足させた。第四銀行が存続会社となったため、これを以て北越銀行の法人格は消滅している。合併後も第四北越フィナンシャルグループの登記上の本店は長岡市の旧北越銀行本店の所在地に置かれていたが、同年6月に新潟市の旧第四銀行本店の所在地に変更されている。

## 沿革
- 1878年（明治11年）12月20日 - 三島億二郎・岸宇吉らにより第六十九国立銀行として創業。
- 1898年（明治31年） - 株式会社に改組、社名を六十九銀行と改称。
- 1896年（明治29年） - 株式会社長岡銀行が創業。
- 1942年（昭和17年）12月7日 - 「六十九銀行」と「長岡銀行」は13行に及ぶ銀行の合併・買収を経て対等合併。株式会社長岡六十九銀行を新たに設立[15]。
- 1948年（昭和23年）10月 - 株式会社北越銀行に改称[15]。
- 1949年（昭和24年）7月 - 新潟証券取引所に上場[15]。
- 1972年（昭和47年）10月 - 東京証券取引所市場第二部に上場[15]。
- 1973年（昭和48年）8月 - 東京証券取引所市場第一部に指定[15]。
- 1974年（昭和49年）11月 - 全店総合オンラインシステム稼動[15]。
- 1978年（昭和53年）10月 - 第2次オンラインシステム稼動[15]。
- 1989年（平成元年）9月 - 第3次オンラインシステム稼動[15]。
- 1999年（平成11年）
  - 1月 - 長岡信用組合の営業譲受[15]。
  - 4月 - 北越銀行バレーボール部を休部。
- 2009年（平成21年）5月 - 勘定系システムをNTTデータ地銀共同センターへ移行[16]。
- 2014年（平成26年）3月 - 北越ビジネス株式会社を解散[15]。
- 2017年（平成29年）12月 - 公正取引委員会が第四銀行との経営統合を承認し排除措置命令を行わない事を発表。
- 2018年（平成30年）10月 - 第四銀行と統合し『第四北越フィナンシャルグループ』発足。
- 2021年（令和3年）1月 - 第四銀行と合併し第四北越銀行設立。

## 関係会社

### 連結子会社
- 北越リース株式会社
- 北越カード株式会社
- 北越信用保証株式会社
- 株式会社ホクギン経済研究所

## ギャラリー

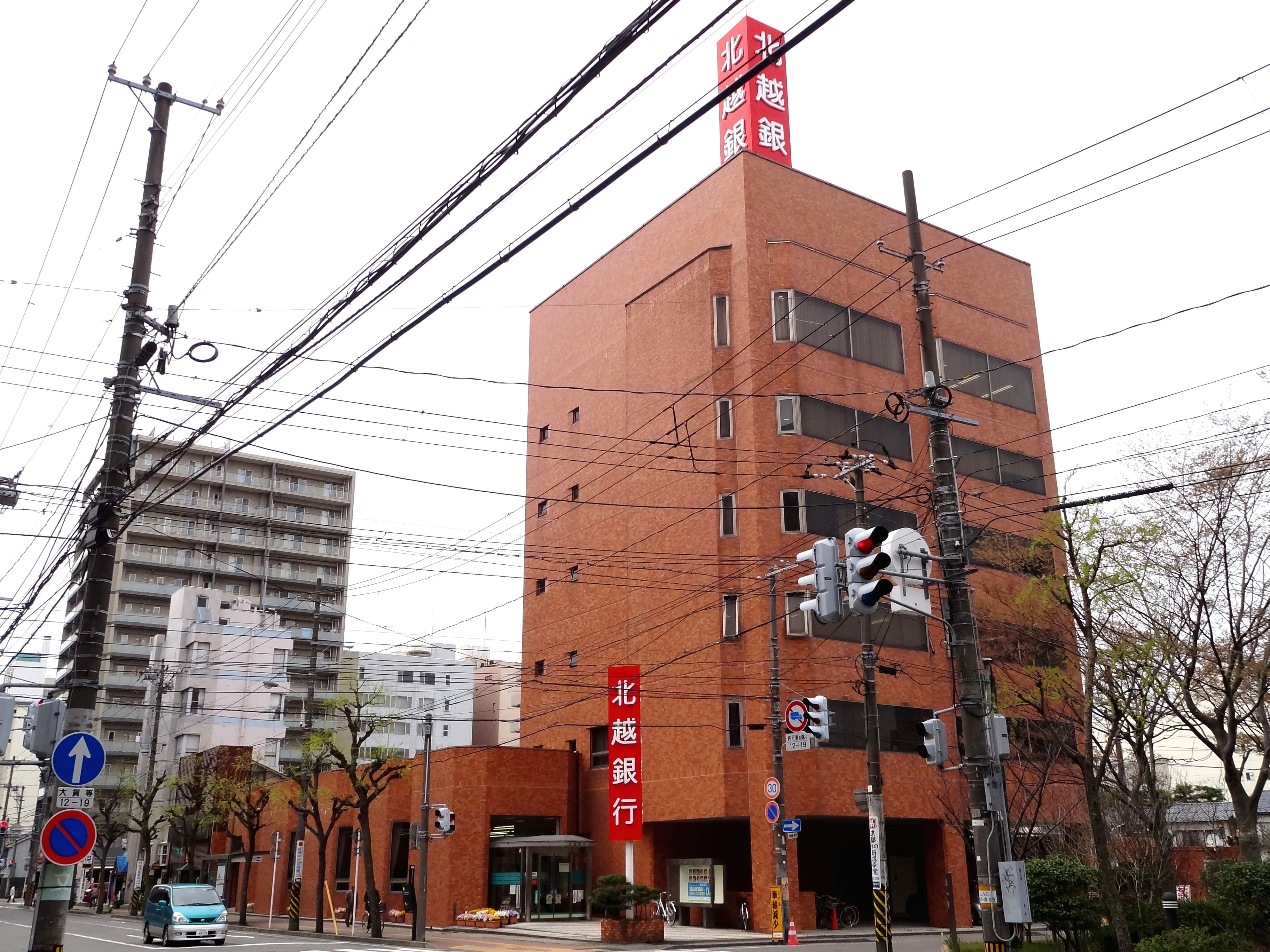
新潟支店
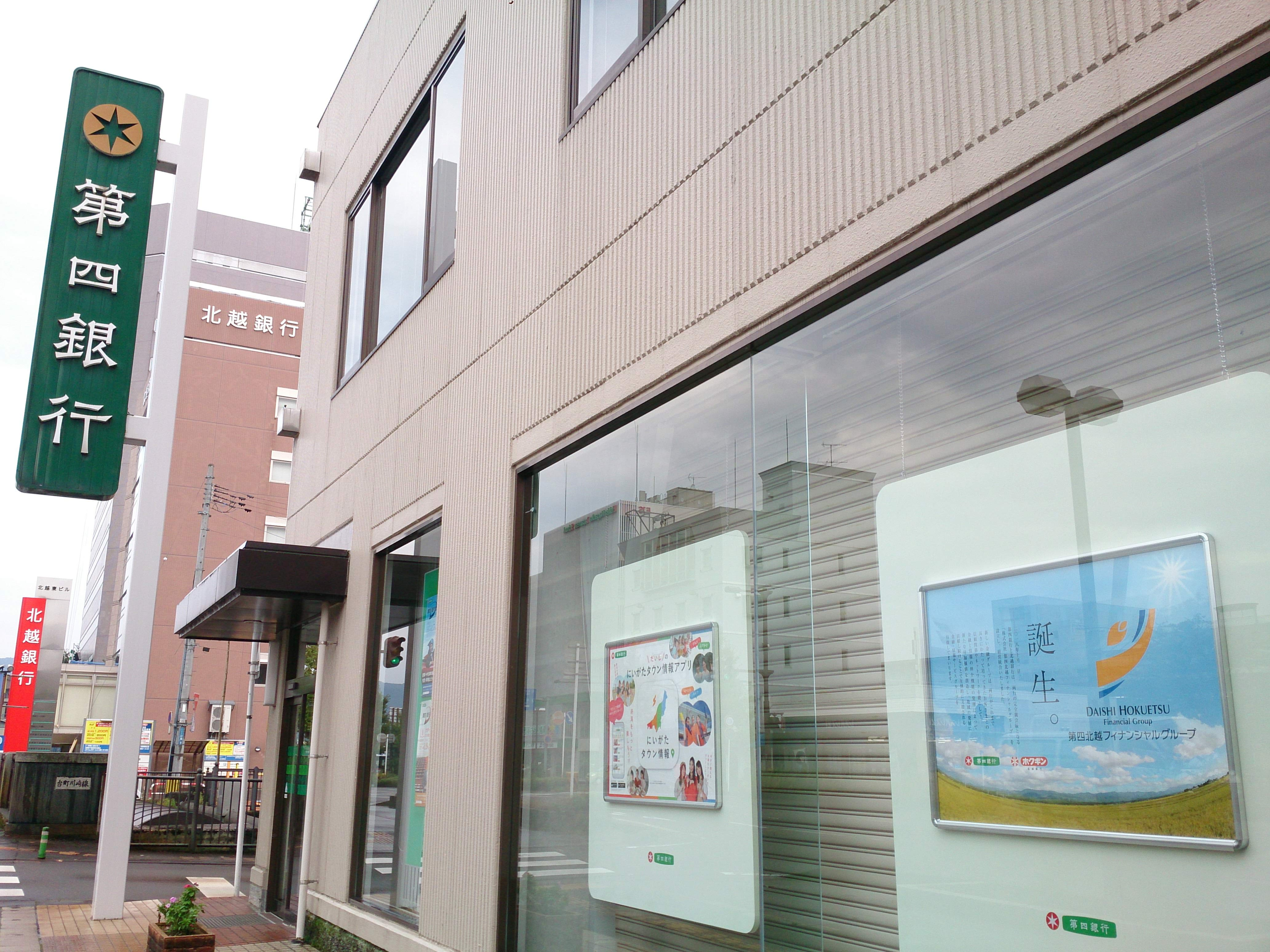
店舗統合を控えた第四銀行（長岡駅東支店）と北越銀行（長岡東支店）、第四銀行店内には第四北越FGの告知が見受けられる（長岡市）
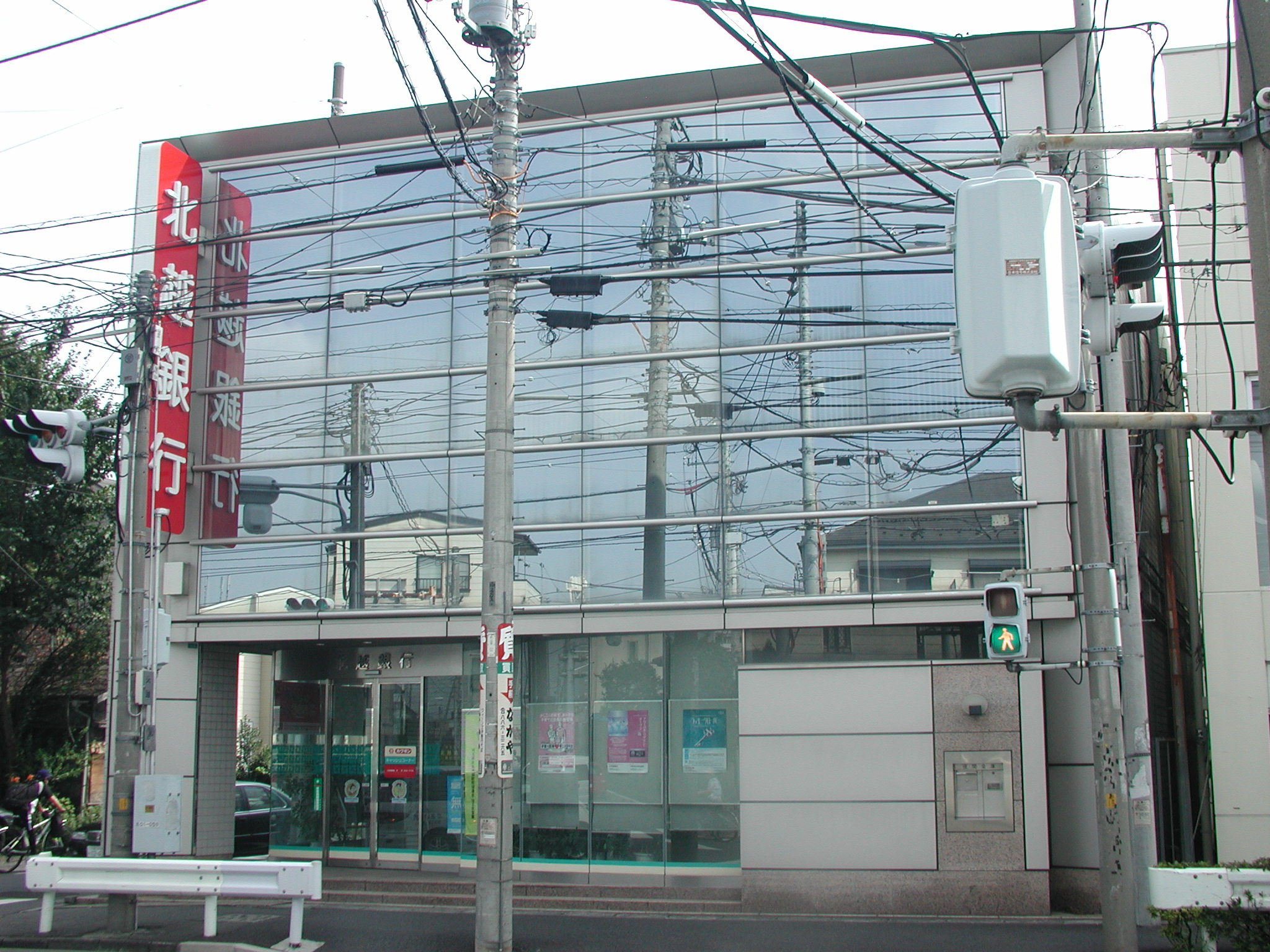
浦和支店
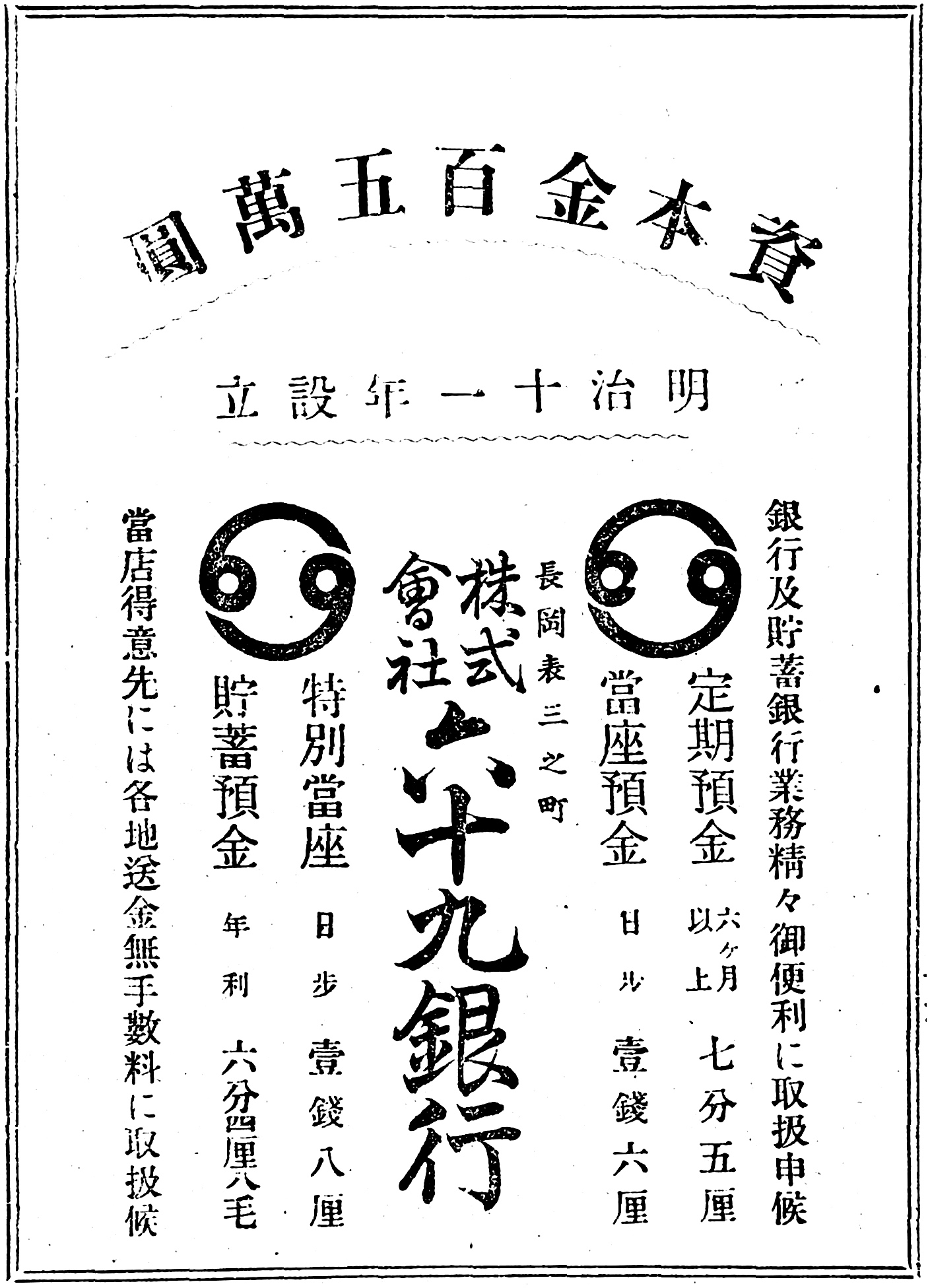
六十九銀行の広告。『越佐名勝写真帖』（明治34年刊）より。
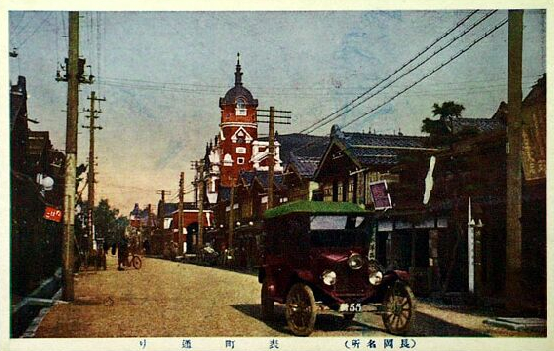
中央の煉瓦造りの建物が長岡市表町にあった六十九銀行本店（大正5年（1916年）10月15日竣工）

## 不祥事
- 2006年（平成18年）8月頃 - 2017年（平成29年）10月23日（不正を行っていた期間） - 本部の男性行員（60歳）が、定期預金証書を偽造、業務外で3人の顧客より現金を詐取した。詐取した現金は総額9,398万円。男性行員は詐取した金を遊興費や借入金の返済に充てていた。2017年10月23日、顧客からの問い合わせにより発覚[17]。